# Simyo
Simyo war eine Mobilfunkmarke vom Mobilfunk-Discounter Simyo GmbH in Deutschland, den Niederlanden und Spanien. Bestandskunden wurden im Jahr 2016 vollständig auf die Marke Blau des neuen Eigentümers Telefónica Germany migriert. 

## Geschichte
Gegründet wurde das Unternehmen mit Sitz in Düsseldorf im Mai 2005 von einem vierköpfigen Team um Rolf Hansen, dem damaligen Geschäftsführer. Beteiligt waren zunächst E-Plus mit 90 % und die Simyo-Geschäftsführung mit 10 %; am 3. Januar 2007 gab E-Plus die vollständige Übernahme von Simyo bekannt. Zum 30. Mai 2010 verließ das Gründungsteam um Rolf Hansen das Unternehmen; Nicolas Biagosch übernahm zum 1. Mai 2010 als Alleingeschäftsführer die Leitung des Unternehmens.
Simyo hatte kein eigenes Mobilfunknetz, sondern agierte als Mobilfunkanbieter und nutzte bis zur Übernahme durch Telefónica Germany das E-Plus-Netz, ohne jedoch ausdrücklich als Tochter-Marke der E-Plus aufzutreten. Der Verkauf der SIM-Karten und das Serviceangebot erfolgten über das Internet oder über eine Bestellhotline. Die Werbung betonte den No-frills-Charakter dieses Konzepts etwa durch den Claim „Weil einfach einfach einfach ist“.
Im Juli 2005 bot Simyo einen Tarif von 19 ct/Min. in alle Netze an.
Der Provider Mobilcom versuchte anfangs, den Vertrieb von Simyo mit einer einstweiligen Verfügung zu stoppen, da E-Plus anderen Providern nicht dieselben Konditionen eingeräumt und diese nicht rechtzeitig über den Start des Simyo-Angebots informiert habe. Die Bundesnetzagentur (vormals RegTP) entschied diesen Rechtsstreit am 12. Juli 2005 zugunsten von Simyo und begründete dies damit, dass es sich bei Simyo „nicht lediglich um einen neuen Tarif [handele], sondern um eine Produktinnovation: Aufgrund ihrer kommerziellen, technischen und vertrieblichen Gestaltung, die auf kostenträchtige, bislang übliche Komfortmerkmale verzichte, unterscheide sie sich in wesentlichen Details von herkömmlichen Prepaid-Angeboten“.
Obwohl Simyo nicht der erste Mobilfunk-Discounter auf dem deutschen Markt war, wird dem Unternehmen dennoch zugesprochen, mit seinem Konzept einen allgemeinen Preisrückgang auf dem deutschen Mobilfunkmarkt eingeläutet zu haben. Nach dem erfolgreichen Start von Simyo wurden mehr als 15 weitere Mobilfunk-Discounter gegründet, davon mindestens sieben im Netz von E-Plus.
Im Februar 2007 läutete Simyo eine neue Preisrunde für Datenübertragungen bei den No-frills-Anbietern ein. Ab dem 1. Juni 2007 bot Simyo Zugang zum UMTS-Netz an. Neukunden erhielten automatisch eine UMTS-SIM-Karte, Bestandskunden konnten diese kostenpflichtig nachbestellen. Von Oktober 2007 an bot Simyo unter dem Namen „Simyo Flat“ Telefonate ins deutsche Festnetz sowie zu Simyo-Teilnehmern für eine monatliche Pauschale an. Ab November 2008 bot Simyo zudem einen Datentarif an, in dem innerhalb von 30 Tagen das Datenvolumen von 1 GB pauschal abgerechnet wurde. Im Juni 2011 wurde Simyo um die Tarifoption EU-Internetpaket 50 erweitert. Damit ließ sich in über 55 Ländern weltweit eine mobile Internetverbindung herstellen.
Zum Ende des Jahres 2010 zählte Simyo 1,32 Mio. Kunden.
Im April 2014 veröffentlichte Simyo ein neues Produktportfolio, das mobiles Internet in den Vordergrund der Nutzung rückte. Die angebotenen Tarife wurden in drei Gruppen zusammengefasst. Die Simyo-Smartphone-Tarife boten ein Internet-Paket (1 GB mit bis zu 42 Mbit/s Übertragungsgeschwindigkeit) in Verbindung mit zwei Minutenpaketen oder einer Flatrate für Telefonate. Die Datentarife boten drei Internet-Pakete in Verbindung mit einem Minutenpreis für Telefonate. Die Einsteigertarife boten entweder einen rein verbrauchsabhängigen Preis für Telefonate und Internet oder kleine Internet-Pakete in Verbindung mit monatlichen Minutenpaketen.
Am 2. Mai 2014 veröffentlichte Simyo den WhatsApp-Konkurrenten „sayHEY“. Simyo wollte damit erreichen, SMS und Instant Messaging zu verschmelzen. Der sayHEY-Dienst ließ sich über die Website nutzen und als kostenlose App im Google Play Store sowie Apple App Store herunterladen. Der Dienst wurde Anfang 2017 eingestellt.
Ende Juni 2015 kündigte Telefónica an, dass alle Kunden zum 1. Juli 2015 zur Telefónica Germany GmbH & Co. OHG migriert werden und Simyo als Marke erhalten bleibt. Die Simyo GmbH wurde dabei auf die Telefónica Germany GmbH & Co. OHG verschmolzen.
Gut ein Jahr später, im Juli 2016, gab die Muttergesellschaft bekannt, dass alle Simyo-Kunden zur Marke Blau migriert werden. Die Umstellung war bis zum Jahresende 2016 abgeschlossen.

## Tarif

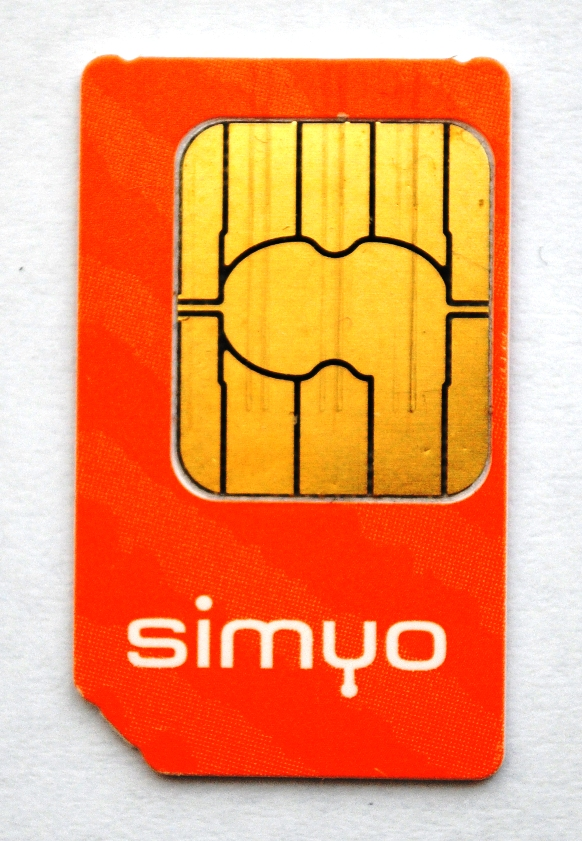
SIM-Karte von Simyo

Simyo bot einen Tarif an: den Simyo-Einheitstarif. Der frühere Tarif Simyo Basic war für Bestandskunden weiterhin gültig; gegen eine einmalige Gebühr (5 €) konnten diese aus dem Tarif Simyo Basic in den Einheitstarif wechseln. Ein Wechsel aus dem Einheitstarif nach Simyo Basic war nicht möglich.   
Im Simyo-Einheitstarif konnte ein Kunde zusätzlich folgende Tarifoptionen buchen:
- Flat Internet
- Flat SMS
- Flat Festnetz
- Flat Simyo
- Kostenstopp 39 €
- EU-Internetpaket 50

Im Tarif Simyo Basic war das Buchen der Tarifoption Flat SMS nicht möglich. Flat Festnetz und Flat Simyo wurden hier in der Tarifoption Flat Simyo & Festnetz gebündelt.
Ab dem 1. November 2010 beinhaltete der Einheitstarif einen Kostenstopp. Hierbei wurden nach Erreichen eines Gesamtentgeltes von 39 Euro im Kostenstopp-Monat keine weiteren Gebühren mehr für Inlandsgespräche und SMS in alle Netze sowie Datenverbindungen berechnet. Nicht im Kostenstopp enthalten waren Verbindungen und Kurzmitteilungen zu Sonderrufnummern. Auch die Entgelte für die Tarifoptionen wurden nicht auf die 39 Euro angerechnet. Neukunden erhielten den Kostenstopp automatisch, Bestandskunden konnten ihn im Einheitstarif hinzubuchen. Darüber hinaus konnte bei Bedarf ein Datenpaket von einem Gigabyte hinzugebucht werden. Im Tarif Simyo Basic war er nicht erhältlich; hierzu war zunächst ein Wechsel in den Einheitstarif erforderlich. Im Januar 2014 wurde das Aktivitätsfenster deutlich verkürzt. Prepaid-Kunden von Simyo mussten nach den neuen AGB mindestens einmal innerhalb von drei Monaten eine Aktion ausgeführt haben, sonst durfte das Unternehmen die Karten kündigen.
Nachdem sich Simyo wie die meisten anderen Mobilfunkdiscounter lange Zeit nur auf Prepaid-Verträge konzentrierte, hat das Unternehmen am 1. September 2008 den sogenannten Simyo-Einheitstarif in einer Postpaid-Variante eingeführt. Diese Variante war jedoch mit Vorsicht zu genießen, da ein Wechsel zurück zu Prepaid nicht möglich war und der Kostenstopp in der Postpaid-Variante vorerst nicht richtig funktionierte. Von 2012 an bot Simyo eine Allnet Flat auf Rechnung.

## Kundenservice
Zur Verbesserung seines Kundenservice hatte Simyo im Sommer 2008 die „Simyo-Paten“ ins Leben gerufen. Das waren Kunden, die freiwillig Fragen anderer Kunden beantworten. Dabei zogen die Paten den Nutzen, dass sie, falls es sich bei dem Fragesteller um einen Interessenten handelt, der eine Simyo-Karte bestellt, den Freundschaftswerbebonus als Guthaben für ihre eigene SIM-Karte erhielten (dieser Bonus bewegte sich zwischen 5 und 10 Euro). Für Fragen von Bestandskunden gab es keinerlei Vergütung. Die Paten konnten höchstens anhand der Frage erkennen, ob es sich bereits um einen Kunden handelt oder um einen Interessenten. Die Pressestimmen zu dem neuen System waren teils sehr kritisch. Möglicherweise wollte Simyo lediglich einen billigen Support aufbauen, denn die Antwortsuchenden wurden immer auf die Paten verwiesen und fanden nur über Umwege die direkten Kontaktdaten von Simyo. Anfangs waren es um die 300 Paten. Die genaue Zahl war aber schnell unklar, da jeder Pate seinen Status individuell auf inaktiv setzen konnte.
Das Patensystem wurde am 1. Juni 2016 eingestellt.